# Клаудія Кардінале
Клод-Жозефі́н-Роз Карде́н (фр. Claude Joséphine Rose Cardin), відома як Клаудія Кардінале (італ. Claudia Cardinale, *15 квітня 1938, Туніс) — італійська акторка театру та кіно. З 1999 посол доброї волі ЮНЕСКО із захисту прав жінок.

## Біографія

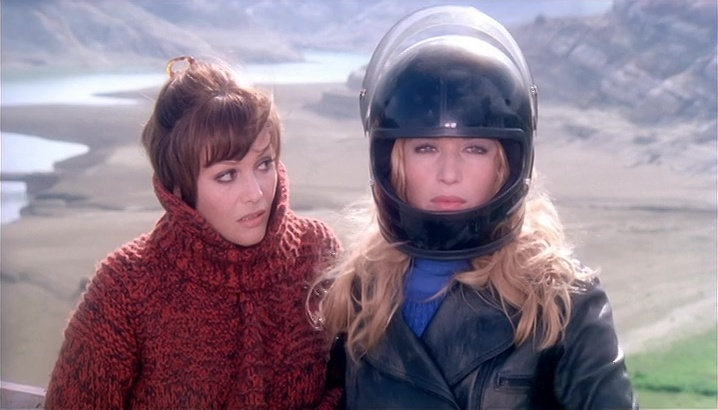
Клаудія Кардінале (ліворуч) і Моніка Вітті, кадр із фільму «Так починається пригода» (1975)

Народилася в Тунісі. Її мати була француженкою, батько італійцем. У 1957 перемогла на конкурсі краси, який проводило посольство Італії в Тунісі, і була названа «найвродливішою італійкою Тунісу». Одержала запрошення на Венеційський кінофестиваль, пізніше виїхала в Рим навчатися в «Експериментальному центрі кінематографії» і через два місяці підписала контракт на 7 років зі студією Vides. 
На початку своєї кар'єри виконувала в основному ролі молодих сицилійок. Кардинале мала низький хриплуватий голос і розмовляла з французьким акцентом — її рідною мовою була французька і до 17 років дівчина взагалі не розмовляла італійською. З цих причин у ранніх фільмах її зазвичай переозвучували. 
Своєю ефектною зовнішністю й грою Кардінале привернула увагу видатних італійських режисерів. Знімалася у Федеріко Фелліні, Лукіно Вісконті, Серджо Леоне. Серед найвідоміших фільмів за її участю: «Рокко та його брати», «Картуш», «Рожева пантера», «Леопард», «Вісім з половиною», «Одного разу на Дикому Заході». Практично ніколи не знімалася за межами Європи — майже всі її фільми італійські або французькі.
З 1980 проживає в Парижі.
З 1999 посол доброї волі ЮНЕСКО із захисту прав жінок.
У 2002 відзначена почесною нагородою Венеційського кінофестивалю.
У 2008 нагороджена Орденом почесного легіону Франції.
Кардінале вважається одною із найвродливіших актрис усіх часів. За час кар'єри її зображення з'являлися на 900 обкладинках журналів у 25 країнах.

## Фільмографія
| Рік  |    | Українська назва                                                               | Оригінальна назва                                                | Роль                                                                               |
| ---- | -- | ------------------------------------------------------------------------------ | ---------------------------------------------------------------- | ---------------------------------------------------------------------------------- |
| 1958 | ф  | Ґога                                                                           | Goha                                                             | Аміна                                                                              |
| 1958 | ф  | Зловмисники, як завжди, залишилися невідомими                                  | I soliti ignoti                                                  | Кармеліна                                                                          |
| 1958 | ф  | Три іноземки в Римі                                                            | 3 straniere a Roma                                               | Маріса                                                                             |
| 1959 | ф  | Перша ніч                                                                      | La prima notte                                                   | Анжеліка                                                                           |
| 1959 | кф | Золоті каблучки                                                                | Anneaux d'or                                                     |                                                                                    |
| 1959 | ф  | Суддя                                                                          | Il magistrato                                                    | Марія                                                                              |
| 1959 | ф  | Проклята плутанина                                                             | Un maledetto imbroglio                                           | Ассунтіна Яковаччі                                                                 |
| 1959 | ф  | Вгору і вниз по сходах                                                         | Upstairs and Downstairs                                          | Марія                                                                              |
| 1959 | ф  | Зухвалий наскок невідомих зловмисників                                         | Audace colpo dei soliti ignoti                                   | Кармела Нікосія                                                                    |
| 1959 | ф  | Південний вітер                                                                | Vento del Sud                                                    | Грація Макрі                                                                       |
| 1960 | ф  | Красунчик Антоніо                                                              | Il bell'Antonio                                                  | Барбара Пуглізі                                                                    |
| 1960 | ф  | Аустерліц                                                                      | Austerlitz                                                       | Поліна Бонапарт                                                                    |
| 1960 | ф  | Рокко та його брати                                                            | Rocco e i suoi fratelli                                          | Джинетта                                                                           |
| 1960 | ф  | Дельфіни                                                                       | I delfini                                                        | Федора Сантіні                                                                     |
| 1961 | ф  | Дівчина з валізою                                                              | La ragazza con la valigia                                        | Аїда Зеппоні                                                                       |
| 1961 | ф  | Ла В'ячча                                                                      | La viaccia                                                       | Б'янка                                                                             |
| 1961 | ф  | Леви на волі                                                                   | Les lions sont lâchés                                            | Альбертіна Ферран                                                                  |
| 1961 | ф  |                                                                                | Auguste                                                          | епізод                                                                             |
| 1962 | ф  | Картуш                                                                         | Cartouche                                                        | Венера                                                                             |
| 1962 | ф  | Старість                                                                       | Senilità                                                         | Анджоліна Заррі                                                                    |
| 1963 | ф  | Вісім з половиною                                                              | 8½                                                               | Клаудія                                                                            |
| 1963 | ф  | Леопард                                                                        | Il gattopardo                                                    | Анджеліка Седара / Донна Бастіана                                                  |
| 1963 | ф  | Рожева пантера                                                                 | The Pink Panther                                                 | Принцеса Дала                                                                      |
| 1964 | ф  | Наречена Бубе                                                                  | La ragazza di Bube                                               | Мара                                                                               |
| 1964 | ф  | Світ цирку                                                                     | Circus World                                                     | Тоні Альфредо                                                                      |
| 1964 | ф  | Байдужі                                                                        | Gli indifferenti                                                 | Карла                                                                              |
| 1964 | ф  | Розкішний рогоносець                                                           | Il magnifico cornuto                                             | Марія Грація                                                                       |
| 1965 | ф  | Туманні зірки Великої Ведмедиці                                                | Vaghe stelle dell'orsa...                                        | Сандра                                                                             |
| 1965 | ф  | З зав'язаними очима                                                            | Blindfold                                                        | Вікі Вінценті                                                                      |
| 1966 | ф  | Зниклий загін                                                                  | Lost Command                                                     | Айша                                                                               |
| 1966 | ф  | Професіонали                                                                   | The Professionals                                                | Марія Грант                                                                        |
| 1966 | ф  | Феї                                                                            | Le fate                                                          | Арменіа                                                                            |
| 1967 | ф  | Роза для всіх                                                                  | Una rosa per tutti                                               | Роза                                                                               |
| 1967 | ф  | Не жени хвилю                                                                  | Don't Make Waves                                                 | Лаура Каліфатті                                                                    |
| 1968 | ф  | День сови                                                                      | Il giorno della civetta                                          | Роза Ніколозі                                                                      |
| 1968 | ф  | До біса героїв                                                                 | The Hell with Heroes                                             | Єлена                                                                              |
| 1968 | ф  | Вкради у ближнього свого                                                       | Ruba al prossimo tuo                                             | Есмеральда Маріні                                                                  |
| 1968 | ф  | Якось на Дикому Заході                                                         | Once Upon a Time in the West                                     | Джил Макбейн                                                                       |
| 1968 | кф | Коханця зірки                                                                  | La amante estelar                                                |                                                                                    |
| 1969 | ф  | У рік господній                                                                | Nell'anno del Signore                                            | Джудіт Ді Кастро                                                                   |
| 1969 | ф  | Можливо, саме собою                                                            | Certo, certissimo, anzi... probabile                             | Марта Чіаретті                                                                     |
| 1969 | ф  | Червоний намет                                                                 | Красная палатка                                                  | медсестра Валерія                                                                  |
| 1970 | ф  | Пригоди Жерара                                                                 | The Adventures of Gerard                                         | Тереза                                                                             |
| 1971 | ф  | Попсі Поп                                                                      | Popsy Pop                                                        | Попсі Поп                                                                          |
| 1971 | ф  | Нафтовидобувачки                                                               | Les pétroleuses                                                  | Марі Сарацин                                                                       |
| 1971 | ф  | Вродливий, чесний, емігрант в Австралії хоче одружитися з незайманою землячкою | Bello, onesto, emigrato Australia sposerebbe compaesana illibata | Кармела                                                                            |
| 1972 | ф  | Аудієнція                                                                      | L'udienza                                                        | Aiche                                                                              |
| 1972 | ф  | Скумон                                                                         | La scoumoune                                                     | Джорджия Саратов                                                                   |
| 1973 | ф  | День гніву                                                                     | Fury                                                             | Аня                                                                                |
| 1974 | ф  | Помста камори                                                                  | I guappi                                                         | Люсія Еспозіто                                                                     |
| 1974 | ф  | Сімейний портрет в інтер'єрі                                                   | Gruppo di famiglia in un interno                                 | дружина професора                                                                  |
| 1975 | ф  | Дозор любові приходить рівно опівночі                                          | A mezzanotte va la ronda del piacere                             | Габрієлла Сансоні                                                                  |
| 1975 | ф  | Лібера, любове моя                                                             | Libera, amore mio!                                               | Лібера Валенте                                                                     |
| 1975 | ф  | Так починається пригода                                                        | Qui comincia l'avventura                                         | Клаудія                                                                            |
| 1976 | ф  | Загальне відчуття сорому                                                       | Il comune senso del pudore                                       | Арміда Балларін                                                                    |
| 1977 | тф | Ісус з Назарету                                                                | Jesus of Nazareth                                                | заміжня жінка                                                                      |
| 1977 | ф  | Залізний префект                                                               | Il prefetto di ferro                                             | Анна Торрісі                                                                       |
| 1978 | ф  | Неминуча жертва                                                                | La part du feu                                                   | Катерина Гансен                                                                    |
| 1978 | ф  | Гудбай і амінь                                                                 | Goodbye & Amen                                                   | Алікі                                                                              |
| 1978 | ф  | Дівчинка у блакитному оксамиті                                                 | La petite fille en velours bleu                                  | Франческа Модільяні                                                                |
| 1978 | ф  | Зброя                                                                          | L'arma                                                           | Марта Компана                                                                      |
| 1978 | ф  | Корлеоне                                                                       | Corleone                                                         | Роза Аккордіно                                                                     |
| 1979 | ф  | Втеча до Афіни                                                                 | Escape to Athena                                                 | Єлена                                                                              |
| 1980 | ф  | Врятуй себе, якщо хочеш                                                        | Si salvi chi vuole                                               |                                                                                    |
| 1981 | ф  | Саламандра                                                                     | The Salamander                                                   | Єлена Лепорелло                                                                    |
| 1981 | ф  | Шкіра                                                                          | La pelle                                                         | Прінчіпесса Консуело Караччоло                                                     |
| 1982 | ф  | Фіцкарральдо                                                                   | Fitzcarraldo                                                     | Моллі                                                                              |
| 1982 | ф  | Подарунок (фільм, 1982)Подарунок                                               | Le cadeau                                                        | Антонелла Дюфур {{УФільмі\|1983\|[[Богач (фільм)\|Багатій]\|Le ruffian\|баронеса}} |
| 1983 | тф | Принцеса Дейзі                                                                 | Princess Daisy                                                   | Анабель                                                                            |
| 1984 | ф  | Генріх IV                                                                      | Enrico IV                                                        | Матильда                                                                           |
| 1984 | ф  | Кларетта                                                                       | Claretta                                                         | Кларетта Петаччі                                                                   |
| 1985 | ф  | Майбутнє літо                                                                  | L'été prochain                                                   | Жанна                                                                              |
| 1985 | ф  | Дивовижна жінка                                                                | La donna delle meraviglie                                        | Маура                                                                              |
| 1986 | тф | Історія                                                                        | La storia                                                        | Іда Рамундо                                                                        |
| 1986 | тф | Ніс собаки                                                                     | Naso di cane                                                     | Лаура                                                                              |
| 1987 | ф  | Закоханий чоловік                                                              | Un homme amoureux                                                | Джулія Штайнер                                                                     |
| 1989 | ф  | Французька революція                                                           | La révolution française                                          | Іоланда-Габріель де Поластрон                                                      |
| 1989 | тф | Синій кольору електрик                                                         | Blu elettrico                                                    | Тата                                                                               |
| 1989 | ф  | Зима 54, абат П'єр                                                             | Hiver 54, l'abbé Pierre                                          | Елен                                                                               |
| 1990 | ф  | Акт болю                                                                       | Atto di dolore                                                   | Єлена                                                                              |
| 1990 | ф  | Битва трьох королів                                                            | La batalla de los Tres Reyes                                     | Рокселан                                                                           |
| 1991 | ф  | Мама                                                                           | Mayrig                                                           | Араксі Закар'ян                                                                    |
| 1992 | ф  | Вулиця Параді, будинок 588                                                     | 588 rue Paradis                                                  | Араксі                                                                             |
| 1993 | с  |                                                                                | Flash — Der Fotoreporter                                         | Джильда Річчі / Моніка Річчі                                                       |
| 1993 | ф  | Син Рожевої пантери                                                            | Son of the Pink Panther                                          | Марія Гамбреллі                                                                    |
| 1994 | ф  | Вони думають тільки про неї                                                    | Elles ne pensent qu'à ça...                                      | Марго                                                                              |
| 1995 | с  |                                                                                | 10-07: L'affaire Zeus                                            | агент                                                                              |
| 1996 | тф | Ностромо                                                                       | Nostromo                                                         | Тереза Віола                                                                       |
| 1997 | ф  | Біля ніг жінок                                                                 | Sous les pieds des femmes                                        | Ая 1996                                                                            |
| 1997 | тф | Пустеля у вогні                                                                | Il deserto di fuoco                                              | Лейла                                                                              |
| 1998 | ф  | Красиві, багаті і т.д.                                                         | Riches, belles, etc.                                             | баронеса Мітсі                                                                     |
| 1998 | тф |                                                                                | Mia, Liebe meines Lebens                                         | Мері О'Салліван                                                                    |
| 1999 | ф  | Бандити                                                                        | Li chiamarono... briganti!                                       | Донна Ассунта                                                                      |
| 1999 | кф |                                                                                | Un café... l'addition                                            | пані Гігі                                                                          |
| 2000 | тф |                                                                                | Élisabeth — Ils sont tous nos enfants                            | Клауді Барде                                                                       |
| 2002 | ф  | А тепер, пані та панове...                                                     | And Now... Ladies and Gentlemen...                               | мадам Фальконетті                                                                  |
| 2005 | ф  | Демон полудня                                                                  | Le démon de midi                                                 | Клаудія Кардинале                                                                  |
| 2007 | ф  | Шукаю нареченого з оплатою всіх витрат                                         | Cherche fiancé tous frais payés                                  | Елізабет                                                                           |
| 2008 | тф |                                                                                | Hold-up à l'italienne                                            | Сесіль                                                                             |
| 2009 | ф  | Слід нашої туги                                                                | Le fil                                                           | Сара                                                                               |
| 2010 | тф |                                                                                | Il giorno della Shoah                                            | Естер                                                                              |
| 2010 | ф  | Сеньйора Енріка                                                                | Sinyora Enrica ile Italyan Olmak                                 | синьйора Енріка                                                                    |
| 2010 | ф  | Балкон з видом на море                                                         | Un balcon sur la mer                                             | мати Марка                                                                         |
| 2011 | ф  |                                                                                | Father                                                           | Ельвіра                                                                            |
| 2012 | ф  |                                                                                | Gebo et l'ombre                                                  | Доротея                                                                            |
| 2012 | ф  | Художник і натурниця                                                           | El artista y la modelo                                           | Леа                                                                                |
| 2013 | ф  |                                                                                | Joy de V.                                                        | синьйора Морозіні                                                                  |
| 2014 | ф  | Тиха гора                                                                      | The Silent Mountain                                              | Нурія Кальцоларі                                                                   |
| 2014 | ф  |                                                                                | Ultima Fermata                                                   | Роза                                                                               |
| 2014 | ф  | Французи з континенту                                                          | Les Francis                                                      | Міна                                                                               |
| 2014 | ф  | Еффі                                                                           | Effie Gray                                                       | Віконтес                                                                           |
| 2015 | ф  |                                                                                | Twice Upon a Time in the West                                    | Клаудіа                                                                            |
| 2015 | ф  | Римські побачення                                                              | All Roads Lead to Rome                                           | Кармен                                                                             |
| 2015 | ф  |                                                                                | Piccolina bella                                                  |                                                                                    |